# Счастливое число Эйлера
Счастливое число Эйлера — положительное целое число {\displaystyle n}, для которого выражение {\displaystyle m^{2}-m+n} является простым числом для всех {\displaystyle m=0,1,\dots n-1}. Только 6 чисел имеют такое свойство — 2, 3, 5, 11, 17 и 41.
Многочлен {\displaystyle x^{2}-x+41} обнаружен Леонардом Эйлером — он даёт для всех целых значений {\displaystyle x} от 0 до 40 последовательность простых чисел:
41, 43, 47, 53, 61, 71, 83, 97, 113, 131, 151, 173, 197, 223, 251, 281, 313, 347, 383, 421, 461, 503, 547, 593, 641, 691, 743, 797, 853, 911, 971, 1033, 1097, 1163, 1231, 1301, 1373, 1447, 1523, 1601.
После 40-го члена последовательность простых чисел прерывается и далее они встречаются с разрывами:
1847 (43), 1933 (44), 2111 (46), 2203 (47), 2297 (48), 2393 (49), 2591 (51), 2693 (52), 2797 (53), 2903 (54), 3011 (55), 3121 (56), 3347 (58) …